# アイリス (列車)
アイリスは、かつて北海道旅客鉄道（JR北海道）が長万部駅 - 函館駅間を函館本線経由で運転していた快速列車である。
本項では、「アイリス」の前身であり、かつて主に函館駅 - 長万部駅・瀬棚駅間を函館本線・瀬棚線経由で運行していた急行「せたな」（後に快速に格下げ）についても記述する。

## 快速「アイリス」

### 概要
快速「せたな」の函館駅 - 長万部駅間を存続する形で運行を開始した。「せたな」のダイヤをほぼ受け継いでおり、朝に上り（長万部発函館行き）、夕方に下り（函館発長万部行き）が運行されていた。
下り列車が2000年（平成12年）3月11日、上り列車が2016年（平成28年）3月26日にそれぞれ普通列車に格下げされ、事実上廃止された。
列車名は長万部町の花であるアヤメに由来するとされている。

### 運行概況
最後の運行の時点では、長万部駅→函館駅間で1日1本運行されており、両駅間を約2時間で結んでいた。

#### 停車駅
廃止直前の停車駅
長万部駅 - 中ノ沢駅 - 国縫駅 - 黒岩駅 - 山崎駅 - 八雲駅 - 落部駅 - 森駅 - 大沼公園駅 - 七飯駅 - （各駅に停車）  - 函館駅
下り列車（1999年時点）
函館駅 - （各駅に停車） - 七飯駅  - 大沼駅 - 大沼公園駅 - 赤井川駅 - 駒ヶ岳駅 - 東山駅 - 姫川駅 - 森駅 - 落部駅 - 八雲駅 - 山崎駅 - 黒岩駅 - 国縫駅 - 中ノ沢駅 - 長万部駅
- - 下り列車は藤城支線経由で運転。
  - 大沼駅・赤井川駅・駒ヶ岳駅・東山駅・姫川駅は下り列車のみ停車。
  - 運行開始当初、桔梗駅と大中山駅は上下とも、山崎駅と黒岩駅は下り列車のみ通過していたが、1990年代後半に停車することになった。

#### 使用車両
キハ40系気動車の1両編成が充当され、ワンマン運転を行っていた。

### 沿革
- 1987年（昭和62年）3月16日：快速「せたな」の代替列車として函館駅 - 長万部駅間に快速「アイリス」運行開始[1]。
- 2000年（平成12年）3月11日：「アイリス」の下り列車（函館発長万部行き）が普通列車に格下げされ、廃止。
- 2016年（平成28年）3月26日：「アイリス」の上り列車（長万部発函館行き）が普通列車へ格下げされ、廃止[報道 1]。

## 急行→快速「せたな」

### 概要
1966年（昭和41年）10月1日に運行開始した急行「せたな」は、1984年（昭和59年）2月1日に快速に格下げされ、1987年（昭和62年）3月16日の瀬棚線廃止に伴って廃止された。
列車名は沿線の瀬棚町（現・せたな町）に由来する。

### 運行概況
国縫駅で長万部発着編成と瀬棚発着編成を分割・併合していた。また、1972年（昭和47年）3月15日から1980年（昭和55年）9月30日までは、下り列車が函館駅 - 札幌駅間の急行「すずらん」と併結して運転されていた。当初は国縫駅で瀬棚駅行きの編成を分割し、終点の長万部駅で「すずらん」から切り離されていたが、1975年（昭和50年）3月10日には下り列車の全編成が瀬棚行きとなり、分割は国縫駅のみで行われていた。

#### 停車駅
長万部発着編成（運行開始時点）
函館駅 - 大沼公園駅 - 森駅 - 八雲駅 - 国縫駅 - 長万部駅
- 1982年（昭和57年）11月15日以降は落部駅にも停車していた。

瀬棚発着編成（瀬棚線内）
国縫駅 - 今金駅 - 丹羽駅 - 北檜山駅 - 瀬棚駅

#### 使用車両
キハ21形・キハ22形・キハ24形による3両編成で運行された。

### 沿革
- 1966年（昭和41年）10月1日：函館駅 - 長万部駅・瀬棚駅間を函館本線・瀬棚線経由で運行する運行する急行「せたな」が運行開始。
- 1968年（昭和43年）12月1日：上り列車の瀬棚線区間を普通列車に格下げ。
- 1971年（昭和46年）7月1日：下り列車の瀬棚線区間を普通列車に格下げ。
- 1972年（昭和47年）3月15日：このときのダイヤ改正に伴い、以下のように変更する。
  - 下り列車を函館駅→札幌駅間運行の急行「すずらん」と併結運転する。
  - 上り列車の長万部駅発編成を熱郛駅始発に変更（熱郛駅→長万部駅間は普通列車）。
  - 上り列車の熱郛駅発編成に瀬棚駅行きの編成を連結し、長万部駅で分割するようになる（熱郛駅→瀬棚駅間系統は全区間普通列車）。
- 1975年（昭和50年）3月10日：下り列車を全編成瀬棚駅行きとする。
  - 急行区間は国縫駅まで。「すずらん」との分割は国縫駅で行う。
- 1980年（昭和55年）10月1日：ダイヤ改正により「すずらん」との併結を終了。下りは再び長万部駅・瀬棚駅行きになる。
  - 以前と同様に函館駅→長万部駅間が急行、国縫駅→瀬棚駅間は普通列車として運転。
- 1982年（昭和57年）11月15日：ダイヤ改正により、下り列車の運行経路が函館駅→長万部駅→瀬棚駅間に変更される（急行区間は長万部駅まで）。このため、国縫駅 - 長万部駅間は重複運転となった。また、上下とも停車駅に落部駅が追加された。
- 1984年（昭和59年）2月1日：「せたな」を快速に格下げ（使用車両はキハ22形のまま）。
- 1986年（昭和61年）11月1日：上り列車の熱郛始発編成を長万部始発に変更。
- 1987年（昭和62年）3月16日：瀬棚線廃止に伴い、快速「せたな」廃止[1]。

### 報道発表資料
1. 1 2  『3月26日以降の普通列車時刻について』（PDF）（プレスリリース）北海道旅客鉄道、2016年2月8日。オリジナルの2016年3月20日時点におけるアーカイブ。2016年3月20日閲覧。

## 参考資料
- 鉄道ジャーナル社 (1987年7月). 鉄道ジャーナル (成美堂出版) 第21巻 (第8号（通巻248号／1987年7月号）):  130頁.